# Флорида-Паулиста
Флорида-Паулиста (порт. Flórida Paulista)  —  муниципалитет в Бразилии, входит в штат Сан-Паулу. Составная часть мезорегиона Президенти-Пруденти. Входит в экономико-статистический  микрорегион Адамантина. Население составляет 10 068 человек на 2006 год. Занимает площадь 526 33 км². Плотность населения — 19,2 чел./км².
Праздник города —  25 октября.

## История
Город основан 25 октября 1941 года.

## Статистика
- Валовой внутренний продукт на 2003 составляет 127.680.532,00 реалов (данные: Бразильский институт географии и статистики).
- Валовой внутренний продукт на душу населения на 2003 составляет 12.109,31 реалов (данные: Бразильский институт географии и статистики).
- Индекс развития человеческого потенциала на 2000 составляет 0,767 (данные: Программа развития ООН).

## География
Климат местности: субтропический. В соответствии с классификацией Кёппена, климат относится к категории Cfb.